# Anthrenoides meridionalis
Anthrenoides meridionalis là một loài Hymenoptera trong họ Andrenidae. Loài này được Schrottky mô tả khoa học năm 1906.